# Lijst van burgemeesters van Broeksittard
Dit is een lijst van burgemeesters van de voormalige Nederlandse gemeente Broeksittard tot die gemeente in 1942 opging in de gemeente Sittard.
| Ambtsperiode | Naam burgemeester         | Partij of stroming | Bijzonderheden                                                                                                |
| ------------ | ------------------------- | ------------------ | --- |
| 18?? - 1831? | H. Heynen                 |                    | |
| 1831 - 1858  | Johannes Henricus Kamps   |                    | |
| 1858 - 1870  | Jan Hendrik Arnoldts      |                    | tevens burgemeester van Sittard (1843-1881) en Geleen (1860-1866)                                             |
| 1870 - 1912? | J. Schrijen               |                    | |
| 1912 - 1934  | Johannes Hendrikus Kamps  |                    | |
| 1934 - 1941  | Mathieu (M.J.P.M.) Corbey |                    | later burgemeester van Nieuwstadt                                                                             |
| 1941 - 1942  | M.F.L.H. Welters          | NSB                | waarnemend; tevens burgemeester van Sittard (1941-1944) en waarnemend burgemeester van Nieuwstadt (1941-1943) |